# Was hab’ ich?
„Was hab’ ich?“ ist ein unabhängiges, gemeinnütziges Unternehmen, das sich für verständliche und individuelle Gesundheitsinformationen für alle einsetzt und dafür praxistaugliche Lösungen entwickelt. Zu den Angeboten des Sozialunternehmens gehören u. a. die Befundübersetzung für Patienten und Patientinnen auf der Website, die Kommunikationsausbildung für Mediziner und Medizinerinnen sowie die Patientenbrief-Software zur automatisierten Erstellung leicht verständlicher Patientenbriefe nach Krankenhausaufenthalt.

## Ziele und Wirkungsbereich

### Patientenmündigkeit und Gesundheitskompetenz
Im Sinne einer partizipativen Entscheidungsfindung möchte „Was hab’ ich?“ Patienten und Patientinnen in ihrer Mündigkeit unterstützen. Durch individuelle und schriftliche Gesundheitsinformationen sollen sie ihre Erkrankung und die Hintergründe dazu besser verstehen können. In der Folge können sie im Gespräch mit dem behandelnden Arzt oder der behandelnden Ärztin gezielte Fragen stellen und bewusste, informierte Therapieentscheidungen treffen.
Gesundheitskompetenz gilt als wichtiger Faktor für gesundheitsbewusstes Verhalten und damit für die Gesundheit. Verständliche Gesundheitsinformationen sind eine grundlegende Voraussetzung für gesundheitskompetente Patienten und Patientinnen. Diese Gesundheitsinformationen sollen daher jederzeit verfügbar und nachlesbar sein sowie sich möglichst individuell auf die einzelne Person beziehen.

### Befundübersetzung
„Was hab’ ich?“ stellt mit den Befundübersetzungen auf washabich.de leicht verständliche, individuelle und jederzeit nachlesbare Informationen zur Verfügung. Patienten und Patientinnen können auf der Website ihre medizinischen Befunde anonym und unentgeltlich in eine für sie leicht verständliche Sprache übersetzen lassen können. Die Nutzer und Nutzerinnen senden dafür ihre Arztbriefe, Ausschnitte daraus oder lediglich einzelne Fachbegriffe zunächst elektronisch oder per Fax ein. Das ehrenamtlich tätige „Was hab’ ich?“-Team, das sich aus Medizinstudierenden, Ärzten und Ärztinnen zusammensetzt, erläutert diese medizinischen Dokumente dann in einer für Laien leicht verständlichen Sprache. Jede dieser Befund-Erläuterungen wird individuell erstellt und ist meist sehr umfangreich, sie enthält Hintergrundinformationen zu Untersuchungsverfahren und untersuchten Körperregionen. Interpretationen oder Behandlungsempfehlungen werden nicht abgegeben.
In einer von Juli bis Oktober 2012 durch den Herausgeber selbst durchgeführten Studie wurden unter anderem 521 „Was hab’ ich?“-Nutzer und -Nutzerinnen ausführlich zu ihrer Nutzungsmotivation sowie zu ihren Erfahrungen bezüglich der Arzt-Patient-Kommunikation befragt. Die anschließende statistische Auswertung ergab, dass 77 % der Teilnehmenden schon häufiger eine medizinische Erläuterung eines Arztes oder einer Ärztin nicht oder nicht vollständig verstanden hatten. Weiterhin gaben 85 % der Teilnehmenden an, die Befundübersetzung durch „Was hab’ ich?“ hätte ihnen Mut gemacht, ihrer Erkrankung mit mehr Entschlossenheit entgegenzutreten. Eine weitere Befragung von 1.805 Nutzern und Nutzerinnen von „Was hab’ ich?“ im August 2015 ergab, dass 95 % der Befragten ihre Erkrankung nach der Übersetzung besser verstanden hatten. 76 % derjenigen, die vorher Angst hatten, hatte die Übersetzung viel von ihrer Angst genommen und 47 % derjenigen, die Medikamente nehmen mussten, nahmen diese nach der Übersetzung regelmäßiger. 97 % der Befragten wünschten sich außerdem eine schriftliche Befund-Erläuterung nach dem Krankenhausaufenthalt.

### Medizinische Kommunikationsausbildung
Neben der verständlichen Erläuterung medizinischer Befunde ist das Ziel des Sozialunternehmens, einen nachhaltigen Effekt auf Seite der beteiligten Mediziner und Medizinerinnen zu erreichen. Die Studierenden, Ärzte und Ärztinnen sollen dafür sensibilisiert werden, wie wichtig eine gut verständliche Sprache in der Kommunikation mit Patienten und Patientinnen ist. Dazu erhalten die Mediziner und Medizinerinnen zu Beginn und während ihres Engagements eine strukturierte Ausbildung in leicht verständlicher Kommunikation unter individueller Supervision durch das hauptamtliche Mediziner-Team von „Was hab’ ich?“. Die Kommunikationsausbildung ist als Fortbildungsveranstaltung zertifiziert, nach Abschluss erhalten die Absolventen und Absolventinnen CME-Punkte.
Seit 2014 etabliert „Was hab’ ich?“ diese medizinische Kommunikationsausbildung auch universitär. Medizinstudierende am Universitätsklinikum Hamburg-Eppendorf, der Technischen Universität Dresden, der Philipps-Universität Marburg und der Ruprecht-Karls-Universität Heidelberg konnten bereits an dem Kurs teilnehmen. Die Kurse werden als E-Learning-Übung im internen Medizinernetzwerk der Website durchgeführt und teilweise durch Präsenzveranstaltungen ergänzt.
Langfristiges Ziel ist es, die Ausbildung in patientenverständlicher Kommunikation auch in die universitäre Pflichtlehre zu integrieren. Dazu hat „Was hab’ ich?“ u. a. das IMPP bei der Neugestaltung des Medizin-Examens unterstützt.

### Leicht verständliche Patientenbriefe
Das Sozialunternehmen hat außerdem eine Software entwickelt, mit der komplett automatisiert leicht verständliche Entlassbriefe nach Krankenhausaufenthalten erstellt werden können. Die Software stellt die individuellen Patientenbriefe mittels zehntausender Textbausteine zusammen, dafür greift sie auf die im Klinik-System zum jeweiligen Fall hinterlegten strukturierten Daten wie ICD- und OPS-Codes, Medikationspläne oder Labor-Ergebnisse zu.
Patienten und Patientinnen erhalten damit nach der Entlassung aus dem Krankenhaus zusätzlich zum Arztbrief einen Patientenbrief, der individuell für sie erstellt wird und patientengerechte Informationen über das Krankheitsbild sowie durchgeführte Operationen und Prozeduren enthält. Die Erstellung der Patientenbriefe ist mittels der Patientenbrief-Software für die Kliniken einfach in die Abläufe integrierbar, das medizinische Personal ist nicht involviert, die Patientenbriefe werden losgelöst bzw. ergänzend zu den vorhandenen Klinik-Abläufen komplett automatisiert zusammengefügt. Im Forschungsprojekt „Patientenbriefe nach stationären Aufenthalten“ wurde die Wirksamkeit von Patientenbriefen sowie die Praxistauglichkeit der Software evaluiert, gefördert durch den Innovationsfonds beim G-BA. Dafür erhielten von 2019 bis 2020 Patienten und Patientinnen des Herzzentrums Dresden Universitätsklinik GmbH automatisiert erstellte Patientenbriefe. Die Evaluation der randomisierten kontrollierten Studie übernahm die Abteilung Allgemeinmedizin der Technischen Universität Dresden. Dabei konnte als bedeutsamstes Ergebnis gezeigt werden, dass Patientenbriefe signifikant die Gesundheitskompetenz der Patienten und Patientinnen steigern. Im Januar 2022 wurde empfohlen, Patientenbriefe nach stationären Aufenthalten in die Regelversorgung zu überführen und so allen Patienten und Patientinnen nach Krankenhausaufenthalt zur Verfügung zu stellen. Die Evaluation habe bewiesen, dass die Patientenbriefe die Gesundheitskompetenz positiv beeinflussen, vor allem bei Älteren und chronisch Erkrankten, begründet der G-BA die Entscheidung.
Für die Idee, Entwicklung und Umsetzung des Patientenbriefs sowie der Patientenbrief-Software wurde „Was hab’ ich?“ bereits mehrfach ausgezeichnet (u. a. mit dem Berliner Gesundheitspreis 2019, MSD Gesundheitspreis 2020, Lohfert-Preis 2022).

## Anbieter
Die Website washabich.de wurde im Januar 2011 von Anja Bittner (geb. Kersten), Johannes Bittner – beide damals noch Medizinstudierende, mittlerweile approbierte Ärzte – und Ansgar Jonietz, IT-Spezialist, ins Leben gerufen, Herausgeberin der Seite war zu diesem Zeitpunkt die Netzmanufaktur GmbH mit damaligem Sitz in Trier. Seit dem 12. Januar 2012 ist die „Was hab’ ich?“ gemeinnützige GmbH mit Sitz in Dresden Projektträgerin sowie Herausgeberin der Website. Seit 1. Januar 2016 ist der Mitgründer Ansgar Jonietz alleiniger Geschäftsführer.
Der Projektbetrieb und die Weiterentwicklung der Dienste erfolgt durch ein hauptamtliches Team, das neben dem Geschäftsführer aus Ärzten und Ärztinnen, IT-Entwickler, Kommunikationsmanagerin und Projektassistentin besteht. Das zugehörige ehrenamtlich tätige Medizinerteam arbeitet dezentral und organisiert sich über die interne Medizinerplattform von „Was hab’ ich?“, einem administrativen, passwortgeschützten Bereich der Website.
Im August 2023 gewann das Unternehmen die Ausschreibung des Bundesministeriums für Gesundheit zur inhaltlichen Betreuung und Weiterentwicklung des Nationalen Gesundheitsportals gesund.bund.de.

## Verbreitung
Das Angebot der Website washabich.de ist aktuell für den deutschsprachigen Raum verfügbar. Seit Anfang 2017 gibt es mit washabich.ch eine eigene Website für die Schweiz.
Mehr als 2.500 Medizinstudierende, Ärzte und Ärztinnen haben sich bereits für das Projekt engagiert und konnten gleichzeitig in patientenfreundlicher Kommunikation ausgebildet werden. Insgesamt wurden weit über 50.000 medizinische Befunde individuell für Patienten und Patientinnen übersetzt.
Seit Juni 2021 können die Nutzer und Nutzerinnen des Gesundheitsportals des Bundesministeriums für Gesundheit gesund.bund.de mehr als 10.000 laienverständliche Erklärungen von „Was hab’ ich?“ zu medizinischen Diagnosen nach dem ICD-Schlüssel nachlesen.

## Partner
„Was hab’ ich?“ wird von zahlreichen Organisationen unterstützt oder arbeitet mit diesen zusammen. Hierzu gehören unter anderem AOK, Ärztliches Zentrum für Qualität in der Medizin, BAG Selbsthilfe, Weisse Liste, Bundesvertretung der Medizinstudierenden in Deutschland, Deutsche Gesellschaft für Innere Medizin, Deutsche Krankenhausgesellschaft, Deutsches Netzwerk Gesundheitskompetenz, Hartmannbund, Insel Gruppe, Kassenärztliche Bundesvereinigung, Kassenärztliche Vereinigung Bremen, Krebsinformationsdienst des Deutschen Krebsforschungszentrums, Marburger Bund, NAKOS, Nationales Gesundheitsportal Gesund.bund.de, Schweizer Stiftung für Konsumentenschutz, Stiftung Gesundheitswissen, SPO Patientenschutz, Swiss Medical Student’s Association, Stiftung Unabhängige Patientenberatung Deutschland, Verband der Schweizerischen Assistenz- und Oberärztinnen und -ärzte.

## Auszeichnungen
- Startsocial-Bundessieger 2011
- GENERATION-D-Bundessieger in der Kategorie „Soziale Gesellschaft“ 2011
- deGUT Gründerchampion Rheinland-Pfalz 2011
- Goldene Bild der Frau 2012[19]
- Ausgewählter Ort beim Wettbewerb Deutschland – Land der Ideen 2012[20]
- Janssen Zukunftspreis 2012[21]
- Kulturpreis Deutsche Sprache: Auszeichnung „Initiativpreis Deutsche Sprache“ 2012
- seif Award: Auszeichnung in der Kategorie „Prevention“ 2013[22]
- Aspirin Sozialpreis der Bayer Cares Foundation: Publikumspreis 2014 und 2. Jurypreis 2014[23]
- Medizin-Management-Nachhaltigkeitspreis 2015[24]
- Peter-Müller-Kreativpreis Medizin 2016 der Deutschen Gesellschaft für Innere Medizin[25]
- Social Innovator of the Year 2016, Auszeichnung durch die Technology Review für Gründer Ansgar Jonietz[26]
- Manager des Jahres 2016, Auszeichnung durch Kma – Das Gesundheitswirtschaftsmagazin für Gründer Ansgar Jonietz[27]
- Berliner Gesundheitspreis 2019[28]
- MSD Gesundheitspreis und MSD Publikumspreis 2020[29]
- Lohfert-Preis 2022[30]

Prominente Unterstützung erhält die Website unter anderem durch die ehemaligen Bundesgesundheitsminister Hermann Gröhe und Daniel Bahr, den Arzt, Komiker und Autor Eckart von Hirschhausen und durch die sächsische Staatsministerin für Soziales und Verbraucherschutz Barbara Klepsch.

## Medienecho
Seit Gründung wurde sowohl in Fach- als auch Publikums-Medien vielfach über „Was hab’ ich?“ berichtet. Beiträge gab es unter anderem im Ärzteblatt, der Ärztezeitung, bei „Live nach neun“ in der ARD, der FAZ, der Süddeutschen Zeitung, auf Spiegel Online und Zeit Online, sowie zwei Talkshowauftritte bei Tietjen und Hirschhausen und Markus Lanz.